# تيغران مكرتشيان
تيغران مكرتشيان (بالأرمنية: Տիգրան Մկրտչյան ) من مواليد 29 أيار / مايو 1978 في يريفان ، أرمينيا. هو دبلوماسي أرمني و مؤرخ و عالم سياسي. اعتبارا من يونيو 2016 ، يشغل منصب سفير أرمينيا في جمهورية ليتوانيا،  وجمهورية لاتفيا وجمهورية إستونيا.

## سيرته الشخصية
تحصل مكرتشيان على درجة البكالوريوس في التاريخ في عام 1999 ودرجة الماجستير في تاريخ العالم (روما القديمة) في عام 2001 من جامعة ولاية يريفان. وهو حاصل على منحة شيفننغ البريطانية، وأكمل درجة الماجستير في العلاقات الدولية (قسم العلوم السياسية والعلاقات الدولية) بجامعة كامبريدج في عام 2004 (كلية داروين). في سبتمبر 2015 ، حصل على درجة الدكتوراه في العلوم السياسية من معهد الدراسات الاستراتيجية الوطنية في أرمينيا (التابع ولزارة الدفاع في أرمينيا) عن أطروحته بعنوان «تشكيل المحافظة السياسية في إنجلترا في نهاية القرنين 18 و 19».
قبل الانخراط في الحياة الدبلوماسية في وزارة الشؤون الخارجية في أرمينيا، كان تيغران مكرتشيان المدير التنفيذي لمجموعة أبحاث السياسة الدولية الأرمنية بين 2006 و 2008 ، محلل أرمينيا لمبادرة الاستقرار الأوروبي من 2007 إلى 2010 ، وكذلك مستشار الشؤون الخارجية لرئيس الجمعية الوطنية لجمهورية أرمينيا من 2005 إلى 2006. كما كان محاضرًا في مادة تاريخ العلاقات الدولية في الأكاديمية الإقليمية الأوروبية في يريفان و بقسم العلوم السياسية والعلاقات الدولية في جامعة يريفان الحكومية، بالإضافة إلى محاضر زائر في تاريخ العلاقات الدولية في قسم تاريخ العالم بجامعة يريفان الحكومية. في عام 2006 كان زميل جون سميث.
كان تيغران مكرتشيان مستشارًا لوزير خارجية أرمينيا من 2010 إلى 2014 و رئيس قسم الصحافة والإعلام والعلاقات العامة في وزارة الشؤون الخارجية في أرمينيا من 2010 إلى 2016.

## الألقاب والرتب
حصل تيغران مكرتشيان على الميدالية الرئاسية لـ «مختر غوش» في 2 مارس 2016 (و هي ميدالية تمُنِح للأنشطة الوطنلة والاجتماعية السياسية بارزة، بالإضافة إلى خدمات مهمة في مجالات الدبلوماسية والقانون والعلوم السياسية). كما أنه تلقي ميدالية وزارة الشؤون الخارجية التي سميت بعد جون كيراكوسيان لأداءه الفعال والناجح.
وبموجب قرار رئيس جمهورية أرمينيا، حصل على الرتبة الدبلوماسية للمبعوث فوق العادة والوزير المفوض لجمهورية أرمينيا.
في 10 مايو 2018 ، بأمر من إدوارد نالبانديان، وزير خارجية أرمينيا، منح السفير تيغران مكرتشيان ميدالية الشرف من الدرجة الأولى من وزارة الشؤون الخارجية الأرمينية لأداء واجباته الرسمية بشكل ممتاز خلال فترة خدمته الطويلة.

## المنشورات
تيغران مكرتشيان هو مؤلف دراسة، وأكثر من عشرين مقالة حول النظرية السياسية والعلاقات الدولية والسياسة الإقليمية.

## حياته الشخصية
تيغران مكرتشيان متزوج و له ثلاثة أبناء و ابنة. زوجته إلزي باغل مكرتشيان، تدرس الحضارة اليابانية ومترجمة. والده -، فانيك مكرتشيان، فنان من جمهورية أرمينيا وممثل في مسرح الموسيقي الكوميدية الذي سمي على اسم هاكوب بارونيان، وكذلك في مسرح ولاية هامازغايين. شقيقه فاردان مكرتشيان أيضا ممثل بارز ومدير مسرح سوندوكيان الأكاديمي. والدته تاليسكا هوفهانيسيان هي مطربة فولكلورية لها تسجيلات في صندوق إذاعات أرمينيا (للأغاني التقليدية الغربية الأرمنية).